# Chriolepis tagus
Chriolepis tagus es una especie de peces de la familia de los Gobiidae en el orden de los Perciformes.

## Morfología
Los machos pueden llegar a alcanzar los 1,6 cm de longitud total.

## Distribución geográfica
Se encuentran en las Islas Galápagos.

## Observaciones
Es inofensivo para los humanos.